# Radio Universidad Nacional de Luján
La Radio de la Universidad Nacional de Luján es una emisora de radio argentina, operada por de la comunidad educativa de la universidad homónima.
Opera desde 1991 con contenidos netamente institucionales y una gran parte de ellos de producción propia. Es miembro de la Asociación de Radios Universitarias Nacionales Argentinas.

## Historia
La radio, cuya función principal es la extensión, funciona desde el año 1991 por Decreto Presidencial N.º 985/89 con una categoría “G” de acuerdo a la normativa establecida por el entonces COMFER y CNC, hoy ENACOM. En el año 1997, obtuvo la adjudicación de la sigla definitiva “LRI 385, FM 88.9 Mhz”. Se le otorgaba, de esta manera, la categoría de radio oficial. Depende de la Secretaría de Extensión y de la Dirección General de Extensión, en el marco de lo establecido por la ley de servicios de comunicación audiovisual.
Desde febrero de 2019 la emisora cuenta con nuevos estudios y planta transmisora. Con un perfil netamente institucional emite su programación las veinticuatro horas, con más del 80% de producción prop. 
Es integrante de la Asociación de Radios Universitarias Nacionales Argentinas (ARUNA), con una marcada presencia en la región por el alcance de su señal y la importancia de transmitir vía internet y a través de la APP de Play Store.